# Yomu
Yomu (よむ?) es un ilustrador japonés. 

## Biografía y Trabajo

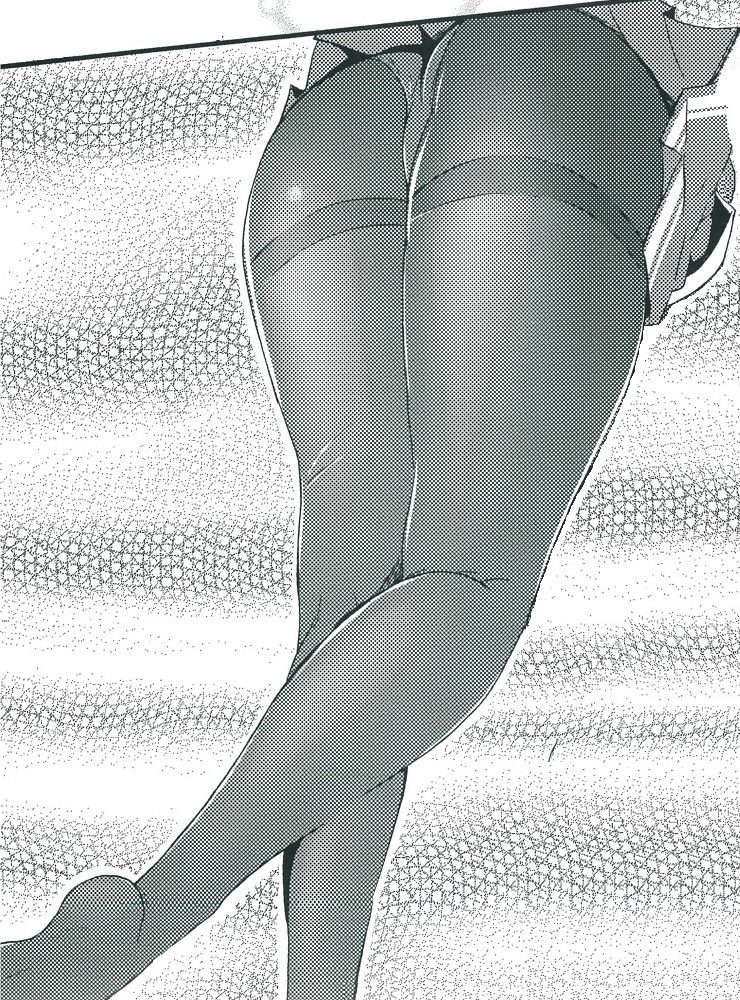
Imagen ―dibujada al estilo manga― de una persona mostrando sus piernas, muslos, y glúteos con sus pantimedias puesta. Las ilustraciones de Yomu consisten en su mayoría de chicas con medias que posan de forma sensual y provocativa.

Yomu ―que en realidad es un seudónimo― publica principalmente ilustraciones sobre el tema del fetichismo de medias femeninas. Durante cuatro años, Yomu publicó sus dibujos en Pixiv y Twitter, y cuando su trabajo tuvo suficientes admiradores, el ilustrador lo describió así: 

En primer lugar, comencé en Twitter […] y cuando publiqué ilustraciones de pantimedias, fue muy receptivo. Hay varios fetiches en el mundo, así que dibujé varias ilustraciones, pero me di cuenta de que ¡a todos les gustan las pantimedias! Creo que fue agradable y feliz que a todos les gustara lo que me gustaba. A partir de ahí, las pantimedias se volvieron aún más divertidas de dibujar… 

El ilustrador debutó en octubre de 2015 con la revista para adultos COMIC Koh. Su obra Yomu Tights (よむタイツ Yomu taitsu?), publicado como Doujinshi, principalmente se convirtió en un tema candente en internet.
En septiembre de 2020, publicó su primer libro de arte comercial "Paint it, Black".
El manga «Ganbare Sync-chan» (がんばれ同期ちゃん?) se publica en Twitter de forma irregular.

### Miru Tights
Con el éxito de Yomu Tights, el escritor de un amigo le aconsejó que imprimiera sus ilustraciones en libros recopilatorios. Yomu Tights fue el primer libro publicado, y atrajo mucha atención hasta el punto en que surgió la interrogante si podría tener una adaptación al anime. En agosto de 2018, en una entrevista incluida en su obra Black Tights (くろタイツ Kuro Taitsu ?, lit. Medias negras), Yomu declaró su intención de crear un anime, y tomó como ejemplo la adaptación animada del doujinshi Iya na Kao Sare Nagara Opantsu Misete Moraita (嫌な顔されながらおパンツ見せてもらいたい lit. Quiero que me muestres tus bragas mientras tienes mala cara?), publicado por su compañero artista —que usa el seudónimo— 40 Hara (40 原?). Y de esa idea, nació Miru Tights. Además, Yomu consideró que el anime fue creado «más para mi propia satisfación que para el público en general [...] pero esperó en que puedan disfrutarlo».

## Obras

#### Álbum de ilustraciones
- Yomu Tights (よむタイツ Yomu taitsu?)
- Yomu Tights Palette (よむタイツ Palette  Yomu taitsu Parettu?)

Realizado en cooperación con la modelo Amatsu-sama (あまつ様??)
- Paint it, Black (よむ画集?)

#### Portadas
- «Kibishī jo jōshi ga kōkōsei ni modottara ore ni deredere suru riyū 〜 ryō kataomoi no yarinaoshi kōkōsei seikatsu〜» (厳しい女上司が高校生に戻ったら俺にデレデレする理由〜両片思いのやり直し高校生生活〜 lit. La razón por la que una jefa estricta regresa a la escuela secundaria y me enferma ~ Rehacer tanto el amor no correspondido como la vida en la escuela secundaria ~?)

#### Otros
- «Love Tights» (ラブタイツ?)
- «Go chūmon wa usagidesu ka? BLOOM» (ご注文はうさぎですか？ BLOOM ¿Es el pedido un conejo? FLORECER?)[8]
- Dead or Alive Xtreme Venus Vacation

El 19 de enero de 2023, Koei Tecmo anunció que la versión de Steam de su videojuego Dead or Alive Xtreme Venus Vacation tendría una colaboración con el ilustrador Yomu. La colaboración ofrece varios ítems con temática de oficina y un atuendo por tiempo limitado llamado "Yomu Office Wear", el cual sólo estuvo disponible durante el periodo de colaboración desde el 19 de enero al 28 de enero de 2023. Para celebrar la colaboración, Yomu creó ilustraciones de Nagisa y Tamaki que fueron compartidas públicamente.
- Venus Vacation Prism: Dead or Alive Xtreme

La versión "Digital Deluxe" incluirá seis trajes exclusivos diseñados por el ilustrador Yom en su segunda colaboración con la serie.